# Pulvinaria grabhami
Pulvinaria grabhami är en insektsart som beskrevs av Cockerell 1903. Pulvinaria grabhami ingår i släktet Pulvinaria och familjen skålsköldlöss. Inga underarter finns listade i Catalogue of Life.